# Agnieszka Buczyńska
Agnieszka Maria Buczyńska z domu Chmielewska (ur. 22 września 1986 w Tczewie) – polska działaczka społeczna, socjolożka i polityczka, specjalistka w zakresie społeczeństwa obywatelskiego, II wiceprzewodnicząca Polski 2050 (2022–2025), posłanka na Sejm X kadencji (od 2023), minister do spraw społeczeństwa obywatelskiego oraz przewodnicząca Komitetu do spraw Pożytku Publicznego w trzecim rządzie Donalda Tuska (2023–2024),

## Życiorys
Ukończyła studia licencjackie z politologii na Uniwersytecie Gdańskim (2009) oraz magisterskie z socjologii w Collegium Civitas w Warszawie (2012). W 2021 została również absolwentką studiów MBA Leadership w Wyższej Szkole Bankowej w Gdańsku.
Zawodowo związana ze środowiskiem organizacji pozarządowych. W latach 2008–2014 była wiceprezesem, a w okresie 2015–2019 pełniła funkcję prezesa Regionalnego Centrum Wolontariatu w Gdańsku. Prowadziła badania poświęcone m.in. aktywności społecznej seniorów. Wchodziła również w skład Gdańskiej Rady Organizacji Pozarządowych, Gdańskiej Rady Pożytku Publicznego oraz Gdańskiej Rady ds. Seniorów. W 2021 została członkinią Gdańskiej Rady ds. Rozwoju Wolontariatu. Była autorką i pomysłodawczynią aplikacji Gdańska o tytuł Europejskiej Stolicy Wolontariatu, który miasto posiadało w 2022. W 2018 współpracowała w ramach kampanii samorządowej z komitetem Pawła Adamowicza Wszystko dla Gdańska, następnie w 2019 w przedterminowych wyborach brała udział w kampanii Aleksandry Dulkiewicz. W lutym 2020 przedstawiono jej zarzuty karne w związku z organizacją finału WOŚP w 2019, podczas którego zamordowany został prezydent Gdańska Paweł Adamowicz. W lutym 2023 wyrokiem sądu pierwszej instancji została uniewinniona (wyrok ten uprawomocnił się w kwietniu 2024).
W 2020 była członkinią sztabu wyborczego Szymona Hołowni w trakcie kampanii prezydenckiej, w którym odpowiadała za sprawy wolontariatu. Została następnie współzałożycielką i wiceprezesem Stowarzyszenia Polska 2050. W marcu 2022 weszła w skład zarządu partii Polska 2050 Szymona Hołowni, w której objęła funkcje drugiej wiceprzewodniczącej i sekretarza generalnego. W wyborach w 2023 została wybrana na posłankę X kadencji, kandydując z pierwszego miejsca listy koalicji Trzecia Droga w okręgu gdańskim i otrzymując 35 213 głosów. Została zastępczynią przewodniczącego Komisji do Spraw Unii Europejskiej oraz członkinią Komisji Polityki Senioralnej.
12 grudnia 2023 Sejm X kadencji wybrał ją na urzędy ministra do spraw społeczeństwa obywatelskiego oraz przewodniczącą Komitetu do spraw Pożytku Publicznego w trzecim rządzie Donalda Tuska. Następnego dnia została przez prezydenta RP Andrzeja Dudę powołana na te stanowiska. W czerwcu 2024 podczas zjazdu krajowego Polski 2050 przestała pełnić funkcję sekretarza generalnego, pozostając na stanowisku drugiej wiceprzewodniczącej partii. 16 październiku tego samego roku, w wyniku rezygnacji z funkcji rządowych z powodów zdrowotnych, została odwołana ze składu Rady Ministrów. W czerwcu 2025 zrezygnowała z zasiadania w zarządzie Polski 2050.

## Wyróżnienia
Nominowana do tytułu „Osobowość Pomorza 2017” w plebiscycie „Dziennika Bałtyckiego”. W 2019 wyróżniona Nagrodą im. Lecha Bądkowskiego w kategorii „gdański społecznik roku”.

## Życie prywatne
Zawarła związek małżeński z Pawłem Buczyńskim, który objął stanowisko prezesa operatora stadionu Polsat Plus Arena Gdańsk. Ma dwie córki.